# وزارة العمل والتشغيل والضمان الاجتماعي (الجزائر)
وزارة العمل والتشغيل والضمان الاجتماعي، هي الفرع الوزاري في الحكومة الجزائرية المكلف بالعمل والضمان الاجتماعي.

## وصلات خارجية
- وزارة العمل والتشغيل والضمان الاجتماعي
- الموقع الرسمي للوكالة الوطنية للتشغيل
- التسجيل عبر الانترنت